# رابرت سی دینس
رابرت سی دینس (انگلیسی: Robert C. Dynes؛ زاده ۸ نوامبر ۱۹۴۲) یک فیزیک‌دان اهل کانادا است.